# Julien Labeau
Julien Labeau (Gent, 31 augustus 1920 - Sint-Denijs-Westrem, 7 februari 2008) was een Belgische voetballer en voetbalcoach.

## Carrière
Julien Labeau voetbalde in de jaren 30 en 40 voor ARA La Gantoise. Nadien ging hij aan de slag als voetbalcoach. Eerst trainde hij het bescheiden FC Sparta Sint-Colette Gent en daarna idem verhaal voor FC Eendracht Belzele, en dit als speler-trainer telkens. Vervolgens keerde Labeau terug naar AA Gent, waar hij conditietrainer werd en vervolgens naar de stadsgenoten KRC Gent voor twee seizoenen.Vervolgens vier jaar RC Lokeren waar hij op 2 februari 1964 werd ontslagen.In 1964 werd hij trainer bij AA Gent van alle jeugdploegen en de reserveploeg maar op 17 januari 1965 nam hij de eerste ploeg in in de plaats van de ontslagen Max Schirschin.Drie jaar later op 4 februari 1967 werd hij ontslagen en vervangen door Jules Bigot.
Labeau raakte vooral bekend als assistent-bondscoach. Eind jaren 60 werd hij de hulptrainer van Raymond Goethals. Samen namen ze deel aan het WK 1970 en het EK 1972 Toen Goethals midden jaren 70 vervangen werd door Guy Thys bleef Labeau in dienst als assistent. Hij bereikte met Thys het EK 1980, het WK 1982 en het EK 1984. Een jaar na zijn laatste EK ging hij met pensioen. De KBVB stelde Michel Sablon aan als zijn opvolger.bij
Piot ·
Sanders ·
Dolmans ·
Heylens ·
Martens ·
Thissen ·
Van Binst ·
Semmeling ·
Thio ·
Vandendaele ·
J. Verheyen ·
Dockx ·
F. Janssens ·
Plessers ·
R. Verheyen ·
Lambert ·
Polleunis ·
Teugels ·
Van Himst  ·
Coach: Goethals
Assistent-trainer: Labeau